# Balmacara Square
Balmacara Square (Schots-Gaelisch: Ceàrnag Bhaile Mac Carra) is een klein dorp in de Schotse lieutenancy Ross and Cromarty in het raadsgebied Highland in de buurt van Balmacara.
Sinds 1949 bezit de National Trust for Scotland het dorp.